# Pentland Skerries
Pentland Skerries (nord. Pettlandssker) – grupa czterech niezamieszkanych szkockich wysp, położonych przy wschodnim ujściu cieśniny Pentland Firth, na północny wschód od przylądka Duncansby Head i na południe od wyspy South Ronaldsay.
Największą z wysp jest Muckle Skerry, na której znajduje się latarnia morska. Pozostałe wyspy to Little Skerry, Louther Skerry oraz Clettack Skerry.